# Notre Maison
Notre Maison est un café et immeuble de bureaux situé dans le quartier de la Ville-Basse à l'angle du boulevard Joseph Tirou et de la rue Prunieau à Charleroi (Belgique). Il a été construit en 1950 par les architectes Simon Brigode et Jules Laurent pour le Mouvement ouvrier chrétien.

## Historique
Après la Seconde Guerre mondiale, le Mouvement ouvrier chrétien (M.O.C) de Charleroi a ses locaux dans les bâtiments de la coopérative des Ouvriers réunis situés dans la Grand'rue. S'y sentant l'étroit, le mouvement met à l'étude en avril 1949 le projet d'un immeuble pouvant contenir toutes les organisations et les services généraux. En octobre 1949 un terrain est acheté et les travaux débutent le 24 juin 1951. Notre Maison est inaugurée le dimanche 28 juin 1953 par Charles-Marie Himmer, évêque de Tournai.

## Architecture
Ce bâtiment caractérise le coin du terrain où il est implanté. Il est marqué dans le pignon arrondi par un bas-relief . Cette œuvre monumentale de Harry Elstrøm représente une Vierge à l'Enfant et trois ouvriers, un mineur, un sidérurgiste et un potier. Ce bâtiment se compose d'un rez-de-chaussée commercial et de six niveaux de bureaux. La partie inférieure de la façade est marquée par un auvent tandis que la partie supérieure est marquée par la verticalité de la structure. En outre, deux types de pierre sont utilisés, une blanche pour la partie supérieure et la pierre bleue pour la partie commerciale. Dans le café-restaurant qui occupe ce niveau, il y a une peinture murale a secco présentant des ouvriers, réalisée par Zéphir Busine et George Boulmant.
En 1975, les architectes Philippe Hiernaux et Pierre Raucq ont conçu l'extension du bâtiment pour la Confédération des syndicats chrétiens (CSC).

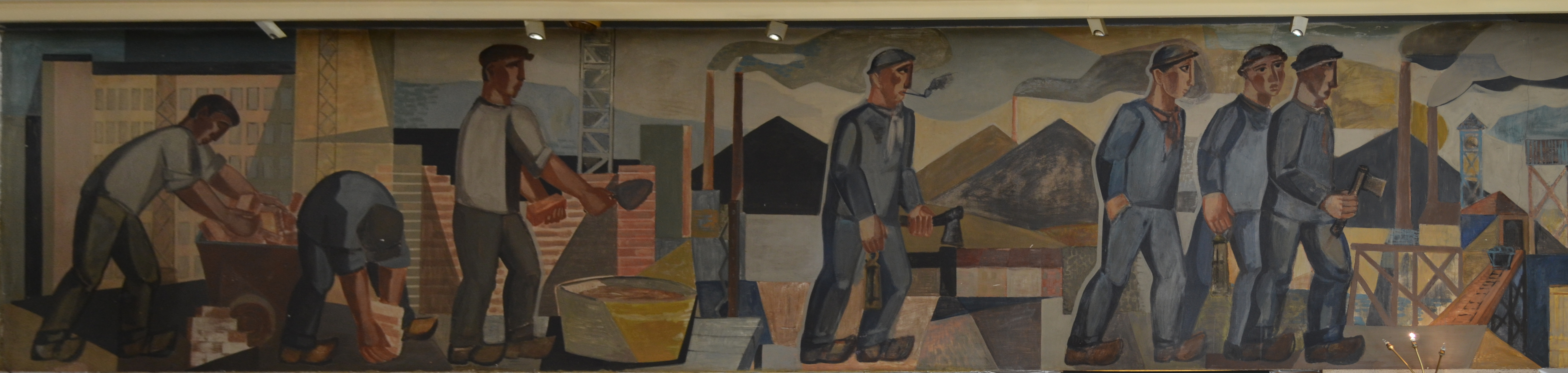
Peinture murale, restaurée en 2023 grâce à un financement participatif[3].

## Café-restaurant
Le café-restaurant est une entreprise d’insertion sociale qui emploie une dizaine de travailleurs. Les personnes engagées proviennent le plus souvent d'un organisme d'insertion socio-professionnelle ou d'un Centre public d'action sociale (article 60). L'objectif est d’offrir aux personnes en réorientation une dernière étape dans leur processus d’insertion sociale et professionnelle.